# Sylvietta denti
Sylvietta denti là một loài chim trong họ Macrosphenidae.